# Sushun
Cesarz Sushun (jap. 崇峻天皇 Sushun tennō; zm. 592) — 32. cesarz Japonii,  według tradycyjnego porządku dziedziczenia.
Sushun był dwunastym synem cesarza Kinmei i jego żony, Oane-no-Kimi. Za życia używał imienia Hatsusebe-no-Miko (jap. 長谷部皇子), imię Sushun zostało nadane mu pośmiertnie.

## Panowanie
Sushun panował w latach 587-592.
Jego brat, cesarz Yōmei, został zamordowany przez wpływowego dworskiego polityka Monobobe-no-Moriya i innego brata Sushuna – księcia Anahobe – w celu przejęcia władzy (ogłoszono, że Yōmei zmarł w wyniku choroby). Po pogrzebie Yōmei'a, Mononobe-no-Moriya bezskutecznie próbował nakłonić dwór do intronizacji Anahobe, co dałoby mu pełną władzę nad krajem. Jednak Soga-no-Umako, głowa rodu Soga, odkrył spisek i zemścił się, zabijając Mononobe-no-Moriya, co zakończyło okres jego intryg.
Ród Soga postanowił, że intronizowany zostanie Sushun, najmłodszy syn cesarza Kinmei. Wstąpił on na tron. Jednak po pięciu latach jego rządów, w 592 z niewyjaśnionych przyczyn Sushun został otruty przez członka rodu Soga – najprawdopodobniej w wyniku kłótni. Jak przypuszczają historycy, miał wtedy około 40 lat. Nic nie wiadomo o jego żonach, ani dzieciach.
Mauzoleum cesarza Sushun znajduje się w Sakurai w prefekturze Nara. Nazywa się ono Kurahashi no oka no e no misasagi.